# Manikhel
Manikhel – gaun wikas samiti w środkowej części Nepalu w strefie Bagmati w dystrykcie Lalitpur. Według nepalskiego spisu powszechnego z 2001 roku liczył on 349 gospodarstw domowych i 1981 mieszkańców (991 kobiet i 990 mężczyzn).